# Affaire Lucien Melyon
L'affaire Lucien Melyon est une affaire judiciaire française. 
Elle concerne la mort de Lucien Melyon, lycéen d'origine guadeloupéenne de 17 ans poignardé par un vigile à l'entrée d'un concert de Peter Gabriel le 30 octobre 1977, à l'hippodrome de Pantin à Paris.
Le meurtrier, Marcel Auvré, membre de la société KCP chargée du service d'ordre du concert, a été condamné à 12 ans de réclusion pour ce meurtre.
Ce meurtre a eu un grand retentissement en France à l'époque.

## Postérité
Le groupe Téléphone organise un concert hommage à Lucien Melyon à la faculté de Villetaneuse fin 1977,.
Le chanteur Renaud évoque cette affaire dans sa chanson C'est mon dernier bal, sur l'album Ma gonzesse sorti en 1979 en ces termes : « Alors on a profité / Pour une fois qu'y'avait pas / L'service d'ordre de KCP ».
Luc Saint-Éloy écrit en 1991 la pièce Trottoir Chagrin, qui rend hommage à Lucien Melyon. Cette pièce sera diffusée sur France Inter.